# Linda Wagenmakers

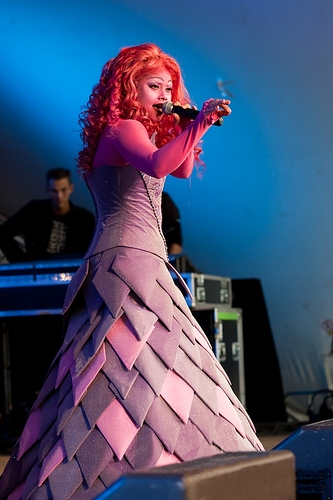
Linda Wagenmakers (2009)

Linda Wagenmakers (* 30. November 1975 in Arnheim) ist eine niederländische Schauspielerin und Sängerin.

## Hintergrund
Einer breiteren Öffentlichkeit bekannt wurde Wagenmakers mit der Rolle der Kim in der niederländischen Fassung des Musicals Miss Saigon.
2000 vertrat sie die Niederlande beim Eurovision Song Contest in Stockholm. Mit ihrem Titel No Goodbyes erreichte sie den 13. Platz.